# Cucullia hutchinsoni
Cucullia hutchinsoni là một loài bướm đêm trong họ Noctuidae.